# Вацлав Бенеш
Вацлав Бенеш (чеськ. Václav Beneš; 8 червня 1879, Полтава — 27 грудня 1940, Прага) — чехословацький дипломат. Представник Чехословаччини в Українській СРР (1922—1927).

## Життєпис
Народився 8 червня 1879 року в місті Полтава. Навчався в Раковнику (1898), потім виїхав до Полтави, де з часом відкрив власну крамницю. Під час світової війни співпрацював з Товариством чехословацьких об'єднань, з 1917 організував також Чеське об'єднання в Полтаві. У 1919-21 рр. працював бухгалтером Всеукраїнської кооперативної спілки у Харкові, де в березні 1921 р. також вступив на службу в Чехословацьке товариство військово-репатріаційної місії, яку очолював майор Й. Скалоу. Представником цієї місії в Харкові став Вацлав Бенеш. У серпні 1921 р. був прийнятий контрактником до служби МЗС Чехословаччини та з квітня 1922 р. працював головою торгового представництва Чехословаччини в Україні. З вересня 1922 офіційний представник Чехії в Українській РСР. Після реорганізації дипломатичних представництв у новоутвореній Українській СРР 1 жовтня 1923 р. у Харкові обійняв посаду Голови Представництва Чехословаччини в Українській СРР, яку він очолював до березня 1927 р.
Після закінчення місії він повернувся до Праги повністю виснаженим (майже рік йому довелося лікуватися в санаторії), потім до самої смерті тримав у Празі власну маленьку канцелярську крамницю.